# ジユル
ジユル（양정윤、1991年7月30日 - ）は、韓国の歌手、女優である。Dal★Shabetのメンバーとして知られる。

## 経歴
1991年7月30日、韓国のソウルで生まれる。学歴は東徳女子大学である。2011年1月3日にDal★Shabetのメンバーとしてデビューした。
2015年12月、Happy Face Entertainmentとの契約が正式に終了した後、Dal★Shabetから脱退し、女優として活動することを発表した。2016年10月19日、Jellyfish Entertainmentとの契約に署名したと発表した。

## 出演

### 映画
- 2012年「パパ」
- 2012年「彼女の話」
- 2012年「素晴らしいラジオ」
- 2015年「三夏の夜」
- 2019年「オムファタール」

### テレビドラマ
- 2011年「ドリームハイ」(KBS2)
- 2013年「ファンタジータワー」(tvN)
- 2015年「ヨテク」(ウェブドラマ)
- 2017年「水曜日午後3時30分」(SBS Plus)
- 2017年「ブラボーマイライフ（TVシリーズ）」(SBS)

## ディスコグラフィ

### コラボレーション
- 2016年「落下」（니가내려와）